# 豊橋市美術博物館
豊橋市美術博物館（とよはししびじゅつはくぶつかん）は、愛知県豊橋市今橋町3-1にある市立の美術館・博物館。豊橋公園（城跡公園）内にあり、2024年（令和6年）のリニューアルで1階が美術展示室、2階が歴史展示室となった。

## 歴史
豊橋市の市制70周年の記念事業の一環として、1979年（昭和54年）6月1日に豊橋市美術博物館が開館した。建物は、昭和54年度「第11回中部建築賞」を受賞している。
2022年（令和4年）10月17日より改修工事のため全館休館となっていた。
2024年（令和6年）3月1日にリニューアルオープンし、1階を美術展示室、2階を歴史展示室とする展示構成に再構成し、1階に授乳室やキッズスペースを新設した。また、館内の中庭には国島征二の彫刻作品を新たに配置して「光庭」と名付けられた。ロゴマークも一新され、デザイナーの味岡伸太郎による3つの球体が結びついた形のロゴマークとなった。

## 施設

### 1階
1階は美術展示室（展示室1 - 展示室4）となっている。また、講義室やミュージアムショップ、カフェレストラン「neo costarica museum cafe」がある。
主な所蔵作家
豊橋の現代日本画家、愛知の洋画家とその作風に影響を与えた画家の作品がおもに収蔵されている。
- 星野眞吾
- 斎藤真一
- 中村正義
- 松下春雄
- 岸田劉生
- 黒田清輝
- 藤島武二
- 松井守男
- 平川敏夫

### 2階
2階は歴史展示室となっている（展示室5 - 展示室9）。常設展示「とよはしの歴史」として時代順に18のテーマで構成している。

### 利用案内
- 開館時間：午前9時 - 午後5時[5]
- 休館日：月曜日（月曜日が祝日の場合はその翌日）、年末年始（12月29日 - 1月3日）[5]

## 建築概要

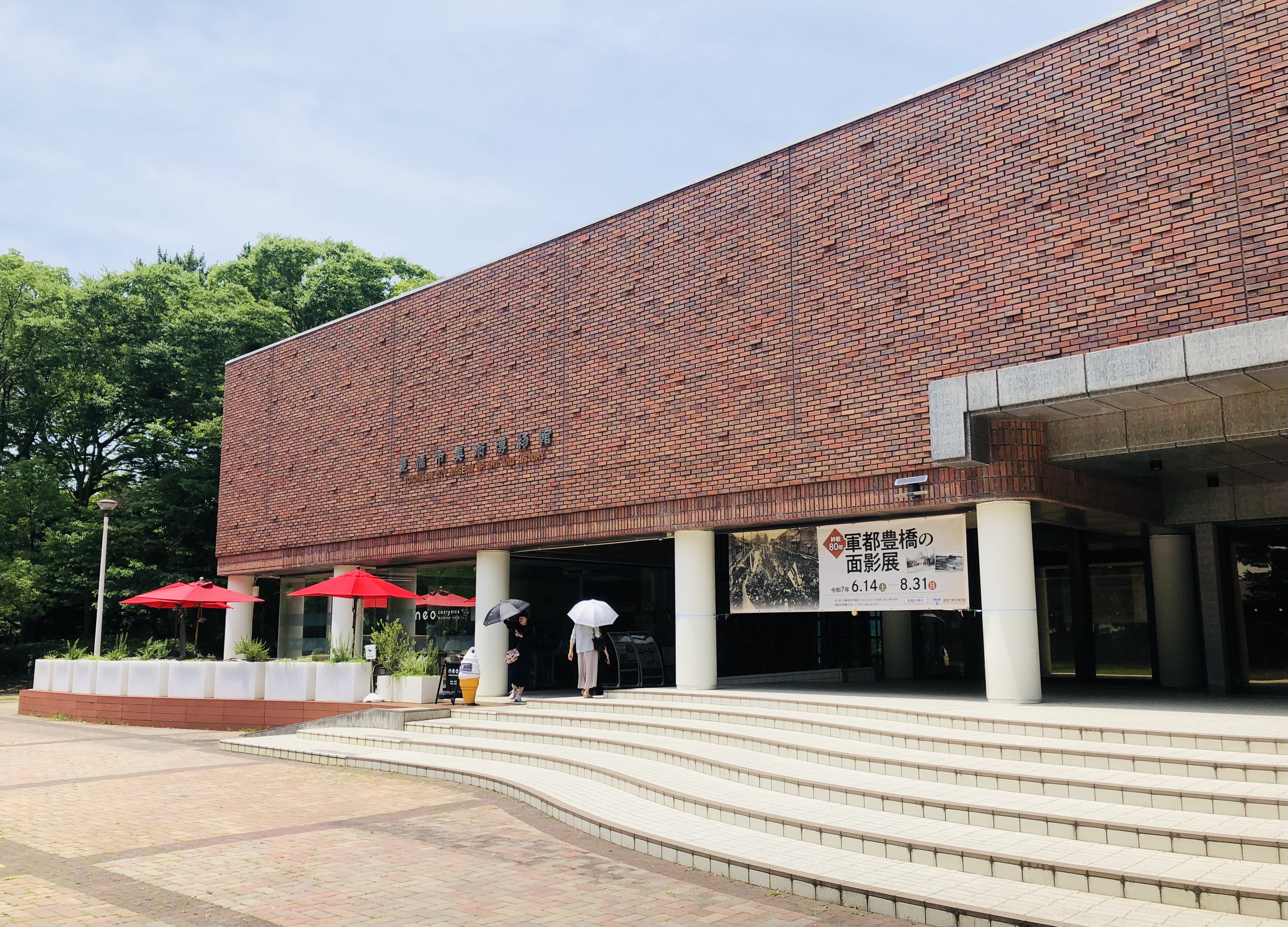
入口付近

- 着工 : 1977年（昭和52年）6月24日[6]
- 竣工 : 1979年（昭和54年）2月28日[6]
- 構造 : 鉄筋コンクリート造、一部鉄骨造2階建[6]
- 建築面積 : 2,867.3625m2[6]
- 延床面積 : 5,392.14m2（2024年のリニューアルで拡張）[1]
- 設計 : 株式会社河合松永建築事務所[6]
- 施工 : 鴻池組名古屋支店[3]

## アクセス
- 豊橋鉄道東田本線「豊橋公園前」下車、徒歩で約3分[7]。

## 関連施設

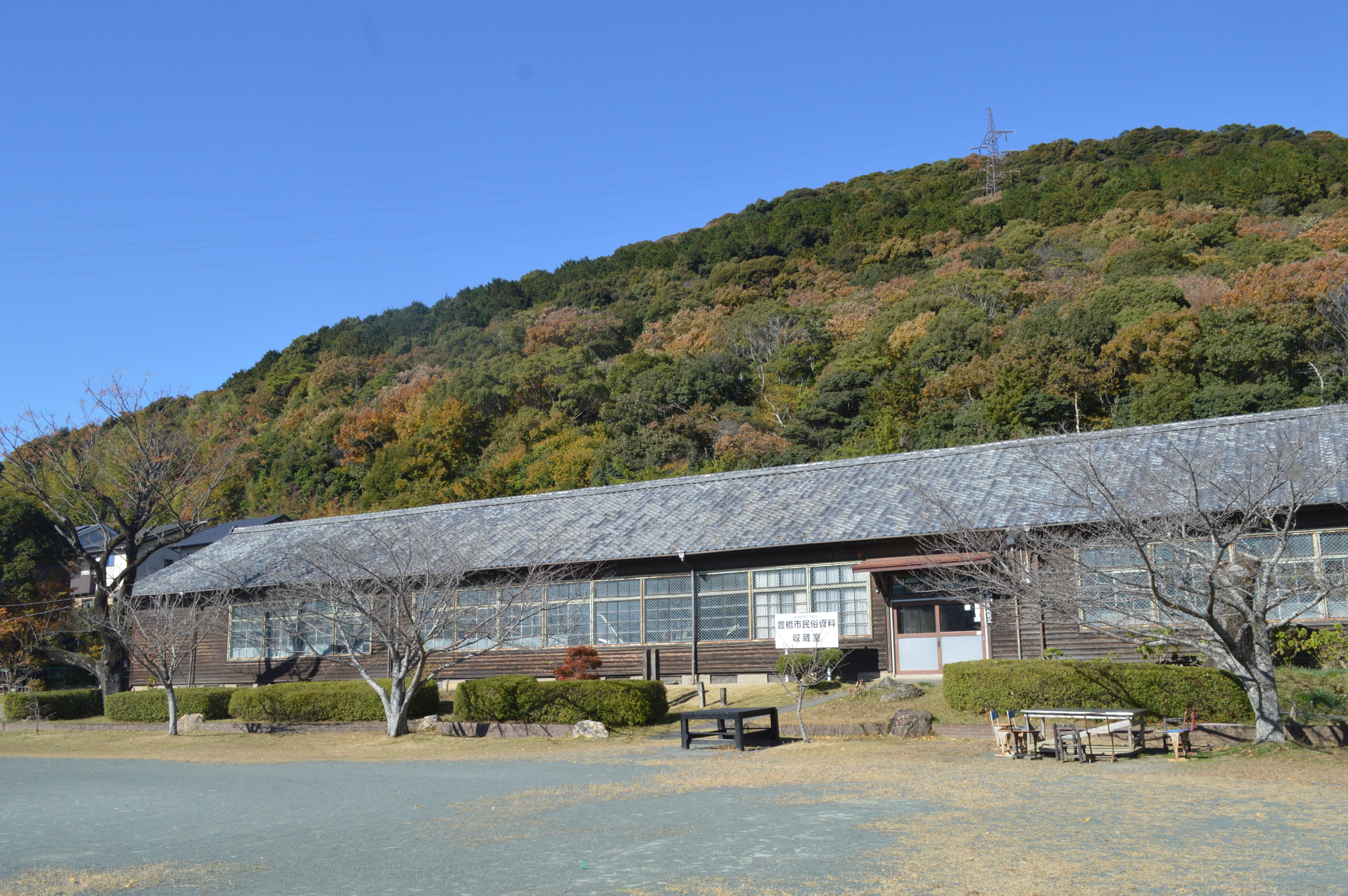
附属施設である豊橋市民俗資料収蔵室 ふるため（多米町）

### 豊橋市文化財センター
豊橋市文化財センターは、豊橋市民共有の財産である有形・無形の文化財や埋蔵文化財などを調査・研究し、未来へと守り伝ていく、文化財保護の中核となる施設。

### 豊橋市民俗資料収蔵室
民俗資料を収蔵し、資料の公開を行うため、多米町の豊橋市立多米小学校旧校舎を転用した豊橋市民俗資料収蔵室 ふるためがある。

### 豊橋市二川宿本陣資料館
明治3年(1870)まで本陣職を勤めた馬場家（宿舎）の遺構を復原し、公開している。

### 商家「駒屋」
豊橋市指定有形文化財である江戸時代の建造物を復原し、公開している。

### 収蔵物
- とよはしアーカイブ 豊橋市美術博物館 - ADEAC
- 愛知県馬越長火塚古墳出土品 （日本語） - 文化財オンライン